# Rakomelo

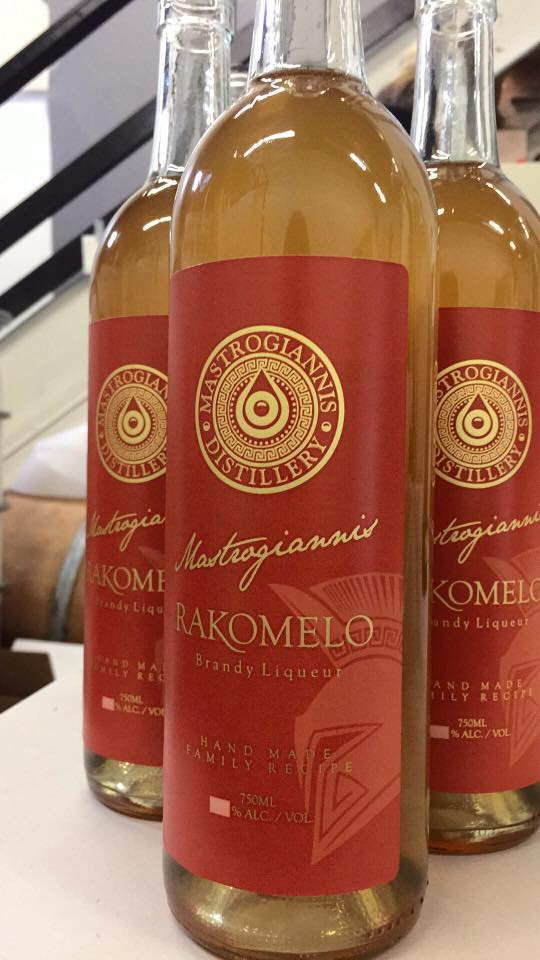
Mastrogiannis Rakomelo

Il Rakomelo (in greco ρακόμελο? (o racomelo) da raki (ρακή) + meli (μέλι): miele) è una bevanda alcolica greca. È ottimo come digestivo, ricco di potenti antiossidanti come i flavonoidi, ed è tradizionalmente usato da molti greci come rimedio casalingo per il mal di gola o la tosse.
È fatto miscelando rakija o Tsipouro con miele e diverse spezie, come cannella, cardamomo o altre erbe regionali. Viene prodotto a Creta, nelle altre isole del Mar Egeo e in alcune parti della Grecia continentale, e consumato caldo principalmente durante l'inverno.
Una bevanda simile è il raki al forno, che è una bevanda regionale tipica dell'isola di Amorgos fatta di raki, zucchero e spezie; viene servita a temperatura ambiente. Il raki al forno contiene più spezie del rakomelo che di solito contiene solo cannella.
Il Rakomelo può essere trovato in bottiglia nei negozi di liquori, pronto per essere consumato. Il raki al forno è anche disponibile già miscelato e imbottigliato, pronto per il consumo (servito a temperatura ambiente), ed è uno dei tanti liquori all'infuso di cannella presenti sul mercato.

## Ricetta
La ricetta generale del rakomelo è 1-2 cucchiaini di miele per ogni 4 shots di raki, insieme a un chiodo di garofano e circa 1 cucchiaino di cannella, modificato per soddisfare gusti diversi.